# Liste der Bodendenkmäler in Willmering
Auf dieser Seite sind die Bodendenkmäler in der Oberpfälzer Gemeinde Willmering zusammengestellt. Diese Tabelle ist eine Teilliste der Liste der Bodendenkmäler in Bayern. Grundlage ist die Bayerische Denkmalliste, die auf Basis des Bayerischen Denkmalschutzgesetzes vom 1. Oktober 1973 erstmals erstellt wurde und seither durch das Bayerische Landesamt für Denkmalpflege geführt wird. Die folgenden Angaben ersetzen nicht die rechtsverbindliche Auskunft der Denkmalschutzbehörde.

## Bodendenkmäler der Gemeinde Willmering

### Bodendenkmäler in der Gemarkung Willmering
| Lage                  | Objekt | Akten-Nr.     | Bild |
| --------------------- | --- | ------------- | ---- |
| Willmering (Standort) | Archäologische Befunde im Bereich der mittelalterlichen Burgruine Buchberg. Siehe auch: Burgruine Buchberg | D-3-6742-0042 |      |
| Willmering (Standort) | Untertägige Befunde des frühen 19. Jhs. am historischen Standort der Holzkapelle von Prienzing.            | D-3-6742-0043 |      |
| Willmering (Standort) | Mittelalterlicher Erdstall.                                                                                | D-3-6742-0044 |      |